# Klaus Ottomeyer
Klaus Ottomeyer (* 1949 in Frankfurt am Main) ist ein deutscher Psychologe, Psychoanalytiker, Traumatologe, Ethnopsychoanalytiker sowie Professor im Ruhestand der Alpen-Adria-Universität Klagenfurt.

## Werdegang
Ottomeyer studierte Soziologie, Psychologie und Ethnologie in Frankfurt am Main, Freiburg im Breisgau und Bremen. Er promovierte in Bremen.
Anschließend war er wissenschaftlicher Angestellter am Institut für Soziologie und Ethnologie der Universität Heidelberg.
Von 1975 bis 1981 war Ottomeyer am Psychologischen Institut der Freien Universität Berlin Assistenzprofessor mit den Arbeitsschwerpunkten Sozialpsychologie und vergleichende Gesellschaftstheorie.

## Tätigkeiten
Seit 1983 und bis zu seiner Pensionierung 2013 war er ordentlicher Professor für Sozialpsychologie an der Universität Klagenfurt mit den Schwerpunkten Arbeit mit ausländischen und inländischen Opfern von Gewalt sowie Psychologie des Rechtsextremismus.
Er besitzt Zusatzausbildungen in Ethnopsychoanalyse sowie in Psychotraumatologie und ist approbierter psychologischer Psychotherapeut.
Seit dem Jahr 2015 sitzt Klaus Ottomeyer im Beirat von Instahelp.me – einem Portal, das Online-Psychotherapie anbietet.

## Auszeichnungen
- 2011 Ottomeyer ist Vorstandschef des Vereins ASPIS, der 2011 einen Bruno-Kreisky-Preis für Verdienste um die Menschenrechte erhielt[3].
- 2018 Großer Kulturpreis des Landes Kärnten

## Schriften
- Ökonomische Zwänge und menschliche Beziehungen. Soziales Verhalten im Kapitalismus. Rowohlt, Reinbek bei Hamburg 1977.
- Alfred Krovoza, Axel R. Oestmann, Klaus Ottomeyer (Hrsg.): Zum Beispiel Peter Brückner. Treue zum Staat und kritische Wissenschaft. Europäische Verlagsanstalt, Frankfurt am Main 1981, ISBN 3-434-00430-0.
- mit B. Preitler und H. Spitzer (Hrsg.): Look I am a Foreigner. Interkulturelle Begegnung und psychosoziale Praxis auf fünf Kontinenten. Drava Verlag, Klagenfurt 2010.
- Jörg Haider – Mythos und Erbe. Haymon, Innsbruck 2010. (erw. TB-Ausgabe von „Jörg Haider – Mythenbildung und Erbschaft“)
- Die Behandlung der Opfer. Über unseren Umgang mit dem Trauma der Flüchtlinge und der Verfolgten. Klett-Cotta, München 2011.
- Rassismus. In: A. Pelinka (Hrsg.): Vorurteile. Ursprünge, Formen, Bedeutungen. Sir Peter Ustinov Institut zur Erforschung und Bekämpfung von Vorurteilen. de Gruyter, Berlin/Boston 2012, S. 169–204.
- Was ist eigentlich Identität? – Über Sinn und Missbrauch eines Begriffs. In: Thomas Heise, Solmaz Golsabahi (Hrsg.): Integration, Identität, Gesellschaft. (5. Kongress der DTPPP). VWB, Berlin 2012.
- mit A. Lampe und P. Abilgaard (Hrsg.): Mit beiden Augen sehen: Leid und Ressourcen in der Psychotherapie. Klett-Cotta, Stuttgart 2013.
- Chaos mit System. Wertegeschwätz und Wertekonflikte im Kapitalismus. Drava Verlag, Klagenfurt 2013.
- Angst und Politik. Sozialpsychologische Betrachtung zum Umgang mit Bedrohung. Psychosozial-Verlag, Gießen 2022.